# Jumpin' Jack Flash
Pour le film du même nom, voir Jumpin' Jack Flash (film).
Singles de The Rolling Stones
She's a Rainbow
(1967) Street Fighting Man
(1968)
Jumpin' Jack Flash est une chanson du groupe anglais Rolling Stones, écrite et composée par Mick Jagger et Keith Richards et sortie en single en 1968. 
Couplée à Child Of The Moon, elle atteindra le top du UK Singles Chart et se classera 3e des meilleures ventes de singles aux États-Unis. Elle est l'une des chansons les plus populaires du groupe et l'une de celles le plus souvent jouées sur scène,.
Elle sert d'introduction du film Shine a Light, d'introduction au personnage de Johnny Boy incarné par Robert de Niro dans le film Mean Streets, de conclusion au film Las Vegas Parano, et apparaît également dans les compilations Through the Past, Darkly (Big Hits Vol. 2), Hot Rocks 1964-1971, Singles Collection: The London Years, Forty Licks et GRRR!. Elle a été aussi reprise par de nombreux artistes dont Aretha Franklin, Tina Turner et Johnny Winter.

## Composition
Bien qu'officiellement créditée Jagger/Richards, l'origine de la composition de cette chanson est controversée. 
Selon Bill Wyman, la chanson serait née d'une improvisation avec Charlie Watts à la batterie, Brian Jones à la guitare et lui-même au piano, alors qu'ils attendaient Mick Jagger et Keith Richards en studio,. Ce serait Bill Wyman qui aurait trouvé le riff au piano. Mick Jagger et Keith Richards auraient apprécié le morceau joué par le reste du groupe et Jagger aurait rajouté par la suite des paroles. Pourtant, aucun des autres membres des Stones ne seront crédités comme compositeurs. 
Selon Keith Richards, la chanson a été écrite et composée avec Mick Jagger dans sa maison de Redlands. Au petit matin, Mick Jagger est réveillé par le bruit des bottes du jardinier de Keith, un certain Jack Dyer et demande ce que c'est. Keith répond : « Oh, that's Jack, that's jumpin' Jack » (« Oh c'est Jack, c'est Jack qui saute »). Mick rétorque « Flash ». Les deux musiciens décident alors de travailler un morceau avec les paroles « Jumpin' Jack Flash ». 
Bien que les versions de Wyman et Richards s'accordent à attribuer l'écriture des paroles à Jagger, celles-ci se révèlent assez obscures et ont été l'objet de nombreuses interprétations. L'une d'entre elles voudraient que Jumpin' Jack Flash se réfère à une méthode d'injection de speedball (mélange de cocaïne et d'héroïne) ou soit un terme pour désigner le flash lors de la consommation de l'héroïne. Une autre, plus sage, décrirait simplement un pantin, dont le nom en anglais est Jumping Jack. 

## Enregistrement
Dans la carrière des Rolling Stones, Jumpin' Jack Flash marque un jalon important. Sortant de l'album psychédélique Their Satanic Majesties Request, le groupe cherche alors à retrouver un son plus direct, plus proche de ses racines rock et blues. Alors que l'influence de Brian Jones décroît, Mick Jagger et Keith Richards veulent en finir avec les expérimentations musicales en tous genres pour revenir à l'essentiel. 
Pour ce faire, ils engagent le producteur Jimmy Miller, réputé pour son travail avec Traffic et Blind Faith. Le résultat donne une chanson efficace, un standard immédiat qui propulse de nouveau les Rolling Stones à l'avant-garde du rock et donne un aperçu de leur prochain album, Beggars Banquet. C'est aussi à partir de cette époque que Richards adopte l'open tuning (accord ouvert), jouant sur cinq cordes, reprenant ainsi la technique des vieux bluesmen américains. 

## Musiciens
- Mick Jagger, chant
- Brian Jones, guitare rythmique
- Keith Richards, guitare lead, basse
- Bill Wyman, orgue hammond
- Charlie Watts, batterie
- Ian Stewart, piano

## Quelques reprises
De nombreux artistes ont joué et enregistré cette chanson, parmi eux :
- Leon Russell a joué une version de Jumping' Jack Flash au Concert for Bangladesh.
- Thelma Houston reprend ce titre en 1969 dans son album Sunshower.
- Tina Turner inclut sa version de la chanson dans son album 2008-2009 Tina!: 50th Anniversary Tour. Elle l'a jouée aussi durant sa tournée de 1982.
- Peter Frampton une version dans son premier album studio Wind of Change, et aussi sur son album live de 1976 Frampton Comes Alive!
- Johnny Winter une version sur The Old Grey Whistle Test en 1974 ; une autre version sur un album de 1971 Live Johnny Winter And
- Motörhead enregistre la chanson sur l'album Bastards
- Guns N' Roses fait une démo de Jumpin' Jack Flash en 1987 ; album Welcome to the Sessions[Quoi ?]
- Shed Seven version live sur le single « On Standby »
- Une reprise sur Elite Beat Agents, jeu Nintendo DS
- Ananda Shankar reprise avec des instruments de musique classique indienne
- Phish dans la deuxième partie de leur concert, Merriweather Post Pavilion, le 27 juin 2010
- David Cook  reprend la chanson pour le feuilleton American Idol (saison 9)
- Aretha Franklin

Les Kinks rendent un hommage prononcé à son riff dans Catch me now, I'm falling.